# قازان بیک
 قازان بیک، روستایی از توابع بخش لطف‌آباد و در شهرستان درگز استان خراسان رضوی است.

## جمعیت
این روستا در دهستان زنگلانلو قرار داشته و بر اساس سرشماری سال ۱۳۸۵ جمعیت آن (۱۲۲خانوار) ۴۶۸نفر 
بوده است.

## منبع
1. «: کمیته تخصصی نام نگاری و یکسان سازی نام های جغرافیایی ایران :». بایگانی‌شده از اصلی در ۲۹ اوت ۲۰۱۱. دریافت‌شده در ۱۹ ژوئیه ۲۰۱۱.
2. ↑  «درگاه ملی آمار». بایگانی‌شده از اصلی در ۸ اکتبر ۲۰۰۷. دریافت‌شده در ۵ ژوئیه ۲۰۰۸.